# Нели Василева
Нели Василева (1959 – 2018) е българска езиковедка и общественичка. Съпруга на поета Валери Станков.

## Биография

### Образование
Завършва Висшия педагогически институт в Шумен (1977 – 1981). В периода 1984 – 1988 г., след успешно обучение в редовна аспирантура, защитава дисертация в Московския държавен университет „М. В. Ломоносов“. Научен ръководител е известният славист професор д.ф.н. Георгий Александрович Хабугаев. Тема на дисертацията: „Особенности русского извода церковнославянского языка в сопоставлении со среднеболгарским (на материале списков „Лествицы“ ХII-ХIII вв.).".

### Научна и преподавателска дейност
През 1981 г. започва преподавателската дейност във Висшия педагогически институт в Шумен като асистент. От 1995 г. е преподавател във Висшето военноморско училище „Н.Й. Вапцаров“, където през 2003 г. се хабилитира и до 2007 г. е ръководител на катедра „Езикова подготовка“. Нели Василева е преподавала и в Академията на МВР. Автор на два учебника.
Основните интереси в изследванията ѝ са свързани с палеославистиката. Нейният хабилитационен труд от 2002 г. събира многочислени позовавания в Руския индекс за научно цитиране. Доц. Василева се изявява и като преводач (в състава на колектив от преводачи) на книгата: КИТАЕВ-СМЫК, Л.А. Стресът на войната. Фронтови записки на лекаря психолог. София: М-во на отбраната, 2006. ISBN 5-93719-018-1.

### Обществена дейност
Доц. Нели Василева е член на Управителния съвет на Дружеството на русистите в България, дългогодишен председател на Дружеството на русистите – клон Варна и съосновател на Научния център за православна култура и изкуства „Свети Архангел Михаил“ – Шумен.
Членува в Международната асоциация на преподавателите по руски език и литература (МАПРЯЛ) и участва в няколко конгреса на асоциацията: в Братислава (1999), Санкт Петербург (2003), Варна (2007) и Шанхай (2011), както и в международните конференции във Верона (2005), Гранада (2007), Солун (2008) и др..